# 新港交流道
新港交流道為臺灣台72線的交流道，位於臺灣苗栗縣後龍鎮，指標為5k，只設西行出入口，在2008年9月17日通車，可通往高鐵苗栗站。
|  | 5 新港 |  | 後龍 |

## 外部連結
- 台72線新港交流道示意圖 （页面存档备份，存于）（交通部公路總局）